# Bisag
Bisag (régi magyar neve Bikszád) falu Horvátországban Varasd megyében. Közigazgatásilag Breznicához tartozik.

## Fekvése
Varasdtól 32 km-re délre, községközpontjától 5 km-re délkeletre, a Lónya folyó partján, az A4-es autópálya mellett fekszik.

## Története
A település a középkori Bikszád várának szolgálófalujaként alakult ki. A vár felépítésének ideje nem ismert, de mint síkvidéki vár, a 14. században keletkezhetett. Később a Lonja folyó mellékének legjelentősebb várává fejlődött. Első birtokosai a Grebenváriak rokonai a Bikszádiak voltak, akikről a vár a nevét kapta. Bikszádi (Bisaški) György 1445-ben horvát vicebán volt, fia Péter viszont 1474-ben örökös nélkül halt meg. Ekkor a birtokot királyi engedéllyel Anna nevű leánytestvére kapta meg aki 1488-ban a Pozsega vármegyei, szentlelki Kastelanovich Miklóshoz ment feleségül. Az adományozást a Grebenváriak leszármazottai a Hermánffyak azonban vitatták és pert indítottak a javakért. A Kastelanovichok ennek ellenére a birtokot a család kihalásáig, a 16. század közepéig, 1550-ig megtartották. 1492-ben említik várnagyát Bikszádi Györgyöt. 1519-ben "ex castro nostro Bykzaad" alakban innen keltez egy levelet Kastelanovich György özvegye. Ezután a bikszádi uradalmat felosztották a Bikszádiak leszármazottai között. Így birtokosok lettek Rátkayak, a Zemcheiek, a Bradachiak, a Geréczyek, a Pethők, a Gottalok, a Patacsichok és a Keglevichek is. A vár a Keglevichek, a Patacsichok, közben 1620 körül egy időre a Zrínyiek birtoka lett. A 18. században Bikszád tulajdonosa volt Jankovich Antal is, akiről August Šenoa a Diogeneš címu művét írta, tiltakozásként az akkori Horvátországban terjedő idegen szokások miatt. Az 1755-ös Körös vármegyei parasztlázadás központja Bikszád volt, de a felkelők miután a várat elfoglalták megkímélték. A 19. században az uradalom a trakostyáni Draskovich grófoké lett. Draskovich Károly és Batthyányi-Strattman Erzsébet négy gyermeke közül Bikszádot József örökölte. A család a 20. század elején egy magyarországi banknak adta el Bikszádot, amely a birtokot felparcelláztatta. A várnak később több tulajdonosa is volt, köztük 1932-től Begović Milan író, aki 1943-ig ott is élt. A második világháború folyamán, a várkastély egy tűzvész során végleg elpusztult, csak romjai maradtak.
A település 1488-ban mezővárosi ranggal rendelkezett. Fejlődésében közrejátszott, hogy a Lónya termékeny völgyében, a forgalmas varasd-zágrábi út mellett feküdt. Plébániáját és Péter nevű papját 1409-ben említik először. Plébániatemplomát 1501-ben említik, amikor a kemléki főesperességhez tartozott és két papja volt. 1857-ben 251, 1910-ben 281 lakosa volt. 1920-ig Varasd vármegye Novi Marofi járásához tartozott. 2001-ben 162 lakosa volt.

## Nevezetességei
- Szent Mária Magdolna tiszteletére szentelt plébániatemplomát 1501-ben említik először. A gótikus stílusban épített templomot később barokk stílusban építették át. A középkori templomból a harangtorony és a 15. századi késő gótikus kapuzat maradt fenn. A templomon a 19. század második felében több átalakítást végeztek. Ekkor cserélték ki a régi barokk oltárokat újakra. A főoltárt 1861-ben Pič varasdi asztalos készítette. A főoltárkép Ivan Zasche bécsi akadémiai festő munkája, aki Juraj Haulik püspök hívására érkezett Bisagra.
- Bikszád várának romjai. A vár a 14. században már állt, a 18. században barokk várkastéllyá építették át. Alaprajza négyzetes volt a sarkokon egy-egy hengeres toronnyal. A kastélyt vízzel elárasztott árokkal volt övezve, az árkon egy fából készített hídon keresztül lehetett átjutni. A várkastélyt a későbbiekben jelentősen átalakították úgy, hogy jelentősen megnövelték a kaputorony magasságát. Legutoljára az I. világháború után, de nem az eredeti állapotnak megfelelően restaurálták. A II. világháborúban, egy tűzvész során ment tönkre. Ma már csak két tornyának és kápolnájának romos maradványai vannak meg, de egy kétszintes melléképülete, az egykori magtár ma is viszonylag jó állapotban van. A kápolna néhány Krisztus életét ábrázoló falfestménye és gazdag díszítésű belső falmaradványa még látható, bár állapotuk egyre romlik. A kápolnában temették el 1861-ben Edgar de Corberon francia grófot, máltai lovagot, Jelačić tábornok barátját. A kastély déli, keleti és északi szárnya már csak a sűrű bozóttal benőtt terepalakulatokban figyelhető meg. A várárok ma is jól látható, szépen gondozott. A maradványok közvetlen közelében ma már néhány lakóház is található. A kastélypark feltehetően a 19. század első felében keletkezhetett. Az egykor 2,32 hektáron elterülő parkból mára csak néhány fa maradt fenn.
- Pieta-kápolna
- A plébánia épülete